# شعر الولايات المتحدة
الشعر الأميركي أو شعر الولايات المتحدة نشأ في البداية من الجهود التي بذلها أول المستعمرين في إضافة أصواتهم إلى الشعر الإنجليزي في القرن السابع عشر الميلادي أي حين وجود ثلاثة عشر مستعمرة موحدة دستورياً.
فإن معظم عمل المستعمرون الأوائل يعتمد على النماذج البريطانية المعاصرة للشكل الشعري ، الإلقاء ونوعية الموضوع. ومع ذلك ، في القرن التاسع عشر الميلادي فإن اللهجة المميزة الأمريكية بدأت في الظهور. من جانب آخر في وقت لاحق من هذا القرن ، عندما فاز والت ويتمان بدعم الجمهور المتحمس في الخارج فإن الشعراء من الولايات المتحدة بدأوا بأخذ مكانهم في مقدمة الاقتباس باللغة الإنجليزية.

## الشعراء الأمريكيون
كان إدغار آلان بو ربما أكثر الشعراء الأمريكيين المعترف بهم عالمياً خارج الولايات المتحدة خلال هذه الفترة. و هو تأثر بشدة بمجموعة متنوعة من الكتاب الفرنسيين ، و السويديين و الروس في أعماله ، وقصيدته الغراب اجتاحت أوروبا و تمت ترجمتها إلى لغات عديدة. في القرن العشرين قال الشاعر الأمريكي وليام كارلوس وليامز عن إدغار آلان بو أنه هو الأساس الوحيد الصلب الذي يرتكز عليه الشعر الأميركي.

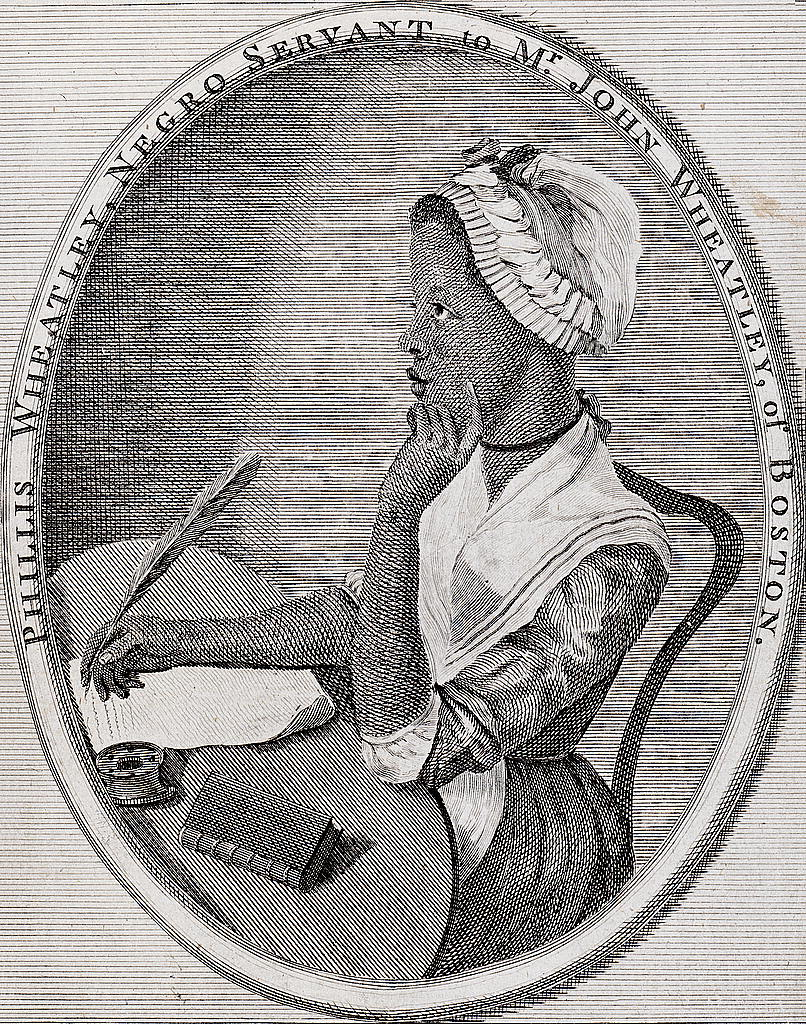
فيليس ويتلي

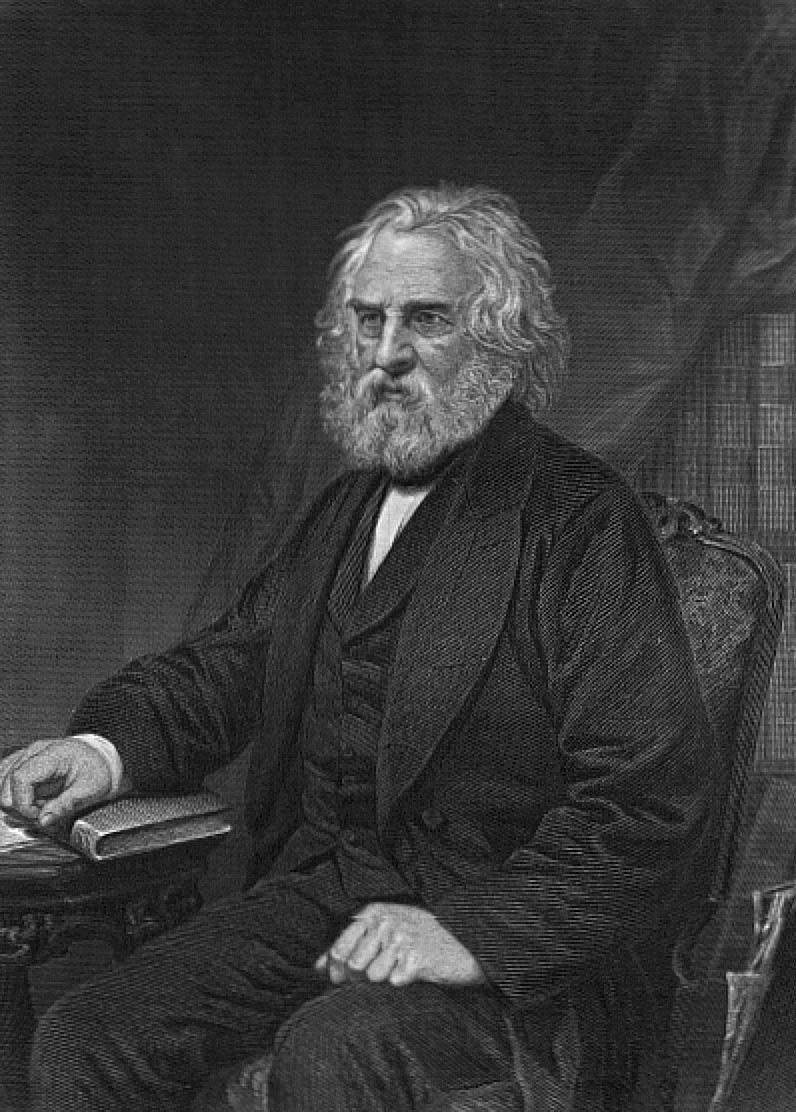
هنري وادسورث لونجفيلو في عام 1873.

## وصلات خارجية
- أول قصيدة أمريكية باللغة الإنجليزية من تأليف جاك ديمبسي
- الأكاديمية الألكترونية للشعر الألكتروني
- مركز الشعر الألكتروني
- مصدر الشعر الأمريكي نسخة محفوظة 18 أبريل 2010 على موقع واي باك مشين. موقع ألكتروني للطلاب الدارسين للشعر الأمريكي